# Lotte Merete Andersen
Lotte Merete Andersen (født 18. marts 1963) er en dansk skuespiller, sanger, scenekunster, dokumentarfilminstruktør og forfatter.
Hun var associeret med teatergruppen Dr. Dante i løbet af 90'erne og har efterfølgende medvirket i over 30 teaterstykker, i løbet af fire årtier, heriblandt Gasolin (1994), Snedronningen (2000), Matador (2007), Come Together (2009), Sweeney Todd (2011) og Folkekongen (2019).
Hun har haft succes i filmbranchen, hvor hun har markeret sig i publikumsuccesser som Nattevagten (1994) Min Søsters Børn (2002) Oh Happy Day (2004) og Flaskepost fra P (2016). Hun har været aktuel i flere serier, såsom Forbrydelsen II (2009), Broen (2013) og Friheden (2018) samt julekalenderne Juletestamentet (1995) og Jul i Valhal (2005) hvor hun optræder på soundtracket for begge.
Hun er instruktør af to dokumentarfilm, har produceret to jazz-albums som soloartist og hun debuterede som forfatter i 2018.

## Karriere

### 1984 - 1999
Hun blev associeret med den dadaistiske teatergruppe Dr. Dante i 1984, hvor hun debuterede i Nikolaj Cederholms teaterstykke Sort/Hvid, der omhandler de nordiske guder Thor og Loke, som skal genskabe menneskets farvesans. Oprindeligt var hun hyret som sanger og korleder til diverse produktioner, men fik løbende mere indflydelse. Hun blev ved gruppen efter nye ambitioner i ledelsen gjorde at en stor del af stablen blev skiftet ud, hvor bl.a. Lars Kaalund blev opsagt. Hun fortsatte samarbejdet med Cederholm efter han blev del af ledelsen ved Aveny Teatret på Frederiksberg, og er i 1994 del af publikumsuccessen Teaterkoncerten Gasolin, hvor hun spillede overfor Troels Lyby og Caroline Henderson. I stykket synger hun bl.a. solo-værkerne Som et strejf af en dråbe og Kloden drejer stille rundt, begge skrevet af Gasolin'. I 1993 spiller hun med i Ole Bornedals teaterstykke Den dag lykken, i hvad der bliver den første af flere kollaborationer mellem de to.
Hun fik sin første kommercielle filmsucces i 1994, hvor hun var aktuel med Bornedals thriller Nattevagten, i rollen som sognepræsten Lotte. Året efter opnåede hun yderligere eksponering, eftersom hun var del af voksen-julekalenderen Juletestamentet overfor Sidse Babett Knudsen, Paprika Steen og Caroline Henderson. Serien udgives på TV2 og følges af en million danske seere og Andersen har selv krediteret serien for at gøre hende landskendt i løbet af december måned 1995. Hun optræder på seriens soundtrack med sangene "Nu er det næsten jul" og duetten "Nu er det for sent" med Jimmy Jørgensen, mens hun opfører en version af "Vil du være min i nat", som aldrig har fået en officiel udgivelse.
I slutningen af 1990erne er hun forstsat aktuel i teater-branchen, bl.a. med Chief Butterknife overfor Kim Bodnia, Paradis overfor Mads Mikkelsen, Emmet Feigenbergs Snart kommer tiden overfor Sofie Gråbøl og Solbjørg Højfeldt, samt Katrine Wiedemanns Nye venner og elskere med Trine Dyrholm, opsat ved Café Teatret i 1998. Hun afrunder årtiet ved at samarbejde med Ole Bornedal en tredje gang, hvor hun spiller med i hans TV-film Dybt vand.

### 2000'erne
Efter årtusinde-skiftet fortsatte hun sit arbejde i teatret, hvor hun spillede titelrollen i Katrine Wiedemanns frie fortolkning af H.C. Andersens Snedronningen, opført ved Østre Gasværk. I stykket opførte hun bl.a. det originale værk Snedronningens Sang, skrevet af Lennart Ginman og Steen Jørgensen. I 2000 var hun en del af stykket Woyzeck på Betty Nansens teater, som hun senere var involveret med at opføre ved Freud Playhouse i Los Angeles, USA.
Hun begyndte samtidig at blive mere aktuel med biroller i filmproduktioner. Hun spillede en læge i Hella Joofs komedie En Kort En Lang og portrætterede den indlagte Mette i Natasha Arthys dogmefilm Se til venstre, der er en Svensker overfor Sidse Babett Knudsen og Jimmy Jørgensen.
Andersen oplevede yderligere kommerciel succes med rollen som overklasse-naboen Irene Flinth i filmserien Min Søsters Børn. Projektet var en relancering af filmserien der blev udgivet i 1960'erne. Hun debuterede i rollen ved sin medvirken i Tomas Villum Jensens Min Søsters Børn fra 2001, hvor hun spillede overfor Peter Gantzler, der portrætterer børnepsykologen Erik Lund. På baggrund af filmens biografsucces, arbejdede det samme hold på efterfølgeren Min Søsters Børn i Sneen, der blev optaget på lokation i Norge. Filmen tilbød Andersen diverse fysiske opgaver, heriblandt skøjteløb og ski-aktivitet. I begge filmene opfører hun et cover af Otto Brandenburgs sange, i den første Susanne, Birgitte og Hanne og i den anden Når en sailor går i land, hvor hun synger i duet med Gantzler. Filmen blev udgivet i efteråret 2002 og markerede Andersens hidtil største biografsalg, med 525.951 indløste billetter. Hun portrætterer karakteren en sidste gang i Kasper Barfoeds Min Søsters Børn i Ægypten. Eftersom Gantzler ikke er involveret i filmen, blev Andersens karakter mere fremtrædende. Hun har efterfølgende takket nej til at genopføre rollen i en fjerde gang, hvorefter rollen er blevet opført af Mille Dinesen i seriens tredje lancering, der begyndte i 2010.
I 2004 debuterede hun som manuskriptforfatter med komediedramaet Oh Happy Day. Hun udarbejdede projektet med Jannick Johansen og filmens instruktør Hella Joof. I filmen spiller hun overfor Ditte Gråbøl, Ditte Hansen, Mikael Birkkjær og den amerikanske Malik Yoba. Den solgte 248.358 billetter i Danmark, mens Andersens præstation modtog en Bodil-nominering, den første i hendes karriere. Rettighederne til filmens manuskript blev efterfølgende solgt til produktionsselskabet Walt Disney Pictures, der overvejede at udvikle en amerikansk genindspilning. I december samme år var hun aktuel med teatret Limbo overfor Paprika Steen og Sonja Richter på Betty Nansens Teater.
Resten af årtiet nedprioriterede hun arbejdet i filmbranchen og havde kun yderligere tre filmroller. I 2005 genoptog hun samarbejdet med instruktør Tomas Villum Jensen, eftersom hun accepterede en rolle i Solkongen, på betingelse af at hun selv måtte forme terapeut-karakteren i en mindre karikeret facon. Hun debuterede som stemmeskuespiller i den danske version af Walter og Trofast - Det store grøntsagskup i en rolle der oprindeligt blev stemmelagt af Helena Bonham Carter. Hendes endelige filmrolle det årti var i Simon Stahos drama Daisy Daimond.
I den sidste halvdel af årtiet, var hun aktuel i flere serier, heriblandt Krøniken, soap-serien 2900 Happiness og som Ruth Hedeby i Forbrydelsen II. Hun spillede den nordiske gudinde Hel i seer-successen Jul i Valhal, hvor hun optræder på seriens soundtrack med værket "Gudesangen" og i 2008 genoptager hun samarbejdet med Hella Joof på tv-serien Album. Hun forholder sig stadig aktiv i teaterbranchen. Hun spiller Maude i Peter Langdals stort opsatte musical-udgave af Matador, hvor hun spiller overfor Kristian Boland, Louise Mieritz og Kaya Bruel. I 2009 er hun essentiel i at lancere The Beatles-musicalen Come Together, der instrueres af Nikolaj Cederholm.

### 2010'erne
I 2011 spillede hun Mrs Lovett i Mick Gordons lancering af Stephen Sondheims musical Sweeney Todd. Opsætningen markerede den hidtil største produktion på Aarhus Teater, hvor Andersen sang akkompagneret af et 13-mands orkester. Hendes rolle blev debuteret af Angela Lansbury i 1973 og er senere blevet opført af Helena Bonham Carter i filmatiseringen af stykket.
I løbet af 2010'erne udforskerede hun forskellige projekter. Hun udgav jazz-albummet Hjemmefra, er instruktør på dokumentaren Den sidste udvej: Beretninger om overlevelse, konceptualiserede teaterstykket Radium og debuterede som forfatter af faglitteratur på bogen Carl og Marie - I Kunst og Kærlighed. Bogen er et portræt af romancen mellem sangskriver Carl Nielsen og hans hustru Anne Marie.
Hun fik en skade på stemmebåndet, som hindrede hendes karriere. Hun formåede at overkomme de manglende vokale egenskaber og spillede en fiktiv udgave af sig selv i Casper Christensen Komplekset ved TeaterV i 2013. Hun havde en rolle i anden sæson af Broen, hvor hun var nødsaget til at eftersynkronisere alle hendes replikker. Efter at have kommet sig, er hun aktuel i flere biograffilmen, heriblandt Flaskepost fra P, der med et billetsalg på 687.890 er den største film i hendes karriere. Hun spillede instruktøren Gritt i Ditte & Louise, hvor hun spillede overfor Ditte Hansen og Anders W. Berthelsen. Filmen modtog en Bodil nominering for Bedste Film, mens Andersen modtog en nominering for Bedste Kvindelige Birolle. Hun spillede hovedrollen som Jacquline i Friheden, som er den første originale produktion fra streamingstjenesten ViaPlay.
Lotte Andersen er endvidere tilknyttet lydbogsforlaget Momo - Skuespillernes Lydbogsværksted, hvor hun har indlæst flere lydbøger.

## Filmografi

### Film
| År   | Titel                                        | Rolle              | Instruktør          | Note                                 |
| ---- | -------------------------------------------- | ------------------ | ------------------- | ------------------------------------ |
| 1994 | Nattevagten                                  | Lotte              | Ole Bornedal        |                                      |
| 1998 | I Wonder Who's Kissing You Now               | Katja              | Henning Carlsen     |                                      |
| 2001 | Min søsters børn                             | Irene Flinth       | Tomas Willum Jensen |                                      |
| 2001 | En kort en lang                              | Læge               | Hella Joof          |                                      |
| 2002 | Ulvepigen Tinke                              | Louise             | Morten Køhlert      |                                      |
| 2002 | Okay                                         | Janni              | Jesper W. Nielsen   |                                      |
| 2002 | Min søsters børn i sneen                     | Irene Flinth       | Tomas Willum Jensen |                                      |
| 2003 | Se til venstre, der er en Svensker           | Mette              | Natasha Arthy       |                                      |
| 2004 | Oh Happy Day                                 | Hannah             | Hella Joof          |                                      |
| 2004 | Min søsters børn i Ægypten                   | Irene Flinth       | Kasper Barfoed      |                                      |
| 2005 | Solkongen                                    | Grethe             | Tomas Willum Jensen |                                      |
| 2007 | Daisy Diamond                                | Casting instruktør | Simon Staho         |                                      |
| 2010 | Sange fra Ilulissat                          | -                  | -                   | Instruktør, Producer, Dokumentarfilm |
| 2012 | Undskyld jeg forstyrrer                      | Helenes mor        | Henrik Ruben Genz   |                                      |
| 2012 | Den sidste udvej: Beretninger om overlevelse | -                  | -                   | Instruktør, Producer, Dokumentarfilm |
| 2016 | Flaskepost fra P                             | Mia                | Hans Petter Moland  |                                      |
| 2018 | Ditte & Louise                               | Gritt              | Niclas Bendixen     |                                      |
| 2023 | Meter i sekundet                             |                    |                     |                                      |

### Tv-produktioner
| År   | Titel                   | Rolle                                                           | Kanal   | Noter                              |
| ---- | ----------------------- | --------------------------------------------------------------- | ------- | ---------------------------------- |
| 1995 | Juletestamentet         | Sus                                                             | TV2     | Julekalender                       |
| 1997 | Strisser på Samsø       | Christians kone                                                 | TV2     |                                    |
| 1999 | Taxa                    | Moderen                                                         | DR1     | Afsnit 36                          |
| 1999 | Dybt vand               | Hannah Bern-Jensen                                              | TV2     | TV Film, Instruktør: Ole Bornedal  |
| 2000 | Edderkoppen             | Lillian Olsen                                                   | DR1     | Mini-serie                         |
| 2001 | Den serbiske dansker    | Caroline Holmberg                                               | DR1     |                                    |
| 2002 | Hvor svært kan det være | Louise                                                          | TV2     | Afsnit 9                           |
| 2005 | Jul i Valhal            | Hel                                                             | TV2     | Julekalender                       |
| 2006 | Krøniken                | Mortens mor                                                     | DR1     | Afsnit 16                          |
| 2008 | Deroute                 | Rikke Laumann                                                   | DR2     | Miniserie                          |
| 2008 | Album                   | Margrethe Olufsen                                               | DR1     |                                    |
| 2008 | Maj og Charlie          | Instruktør                                                      | TV3     | Afsnit 1                           |
| 2007 | 2900 Happiness          | Isabel di Girabaldi                                             | TV3     | Afsnit 1, 6, 17, 29, 31, 38, 43-47 |
| 2009 | Forbrydelsen II         | Ruth Hedeby                                                     | DR1     |                                    |
| 2012 | Rita                    | Jette, Bittens mor og Toms hustru                               | TV2     |                                    |
| 2012 | Forbrydelsen III        | Ruth Hedeby                                                     | DR1     |                                    |
| 2013 | Broen 2                 | Bodil Brandstrup                                                | DR1     |                                    |
| 2016 | Bedrag                  | Justitsminister                                                 | DR1     |                                    |
| 2017 | Grethe                  | Skolelærer                                                      | TV2     |                                    |
| 2018 | Friheden                | Jaqueline                                                       | Viaplay |                                    |
| 2020 | Når støvet har lagt sig | Stina Frennerslev, justitsministerens ægtefælle, Holgers datter | DR1     |                                    |

## Teater
| År   | Titel                          | Rolle            | Instruktør                           | Scene                  |
| ---- | ------------------------------ | ---------------- | ------------------------------------ | ---------------------- |
| 1984 | Sort/hvid                      | Diktatorens kone | Nikolaj Cederholm                    | Doktor Dantes Aveny    |
| 1985 | Amors Ark                      |                  | Nikolaj Cederholm                    | Doktor Dantes Aveny    |
| 1986 | Mutanternes Tango              |                  | Nikolaj Cederholm                    | Doktor Dantes Aveny    |
| 1986 | Gøglerne                       |                  | Jesper Hyldegaard                    | Doktor Dantes Aveny    |
| 1987 | København                      |                  | Nikolaj Cederholm                    | Doktor Dantes Aveny    |
| 1987 | The Act                        |                  | Nikolaj Cederholm                    | Doktor Dantes Aveny    |
| 1988 | Liliom                         |                  | Alexa Ther                           | Doktor Dantes Aveny    |
| 1988 | Sort Søndag                    |                  | Nikolaj Cederholm                    | Doktor Dantes Aveny    |
| 1989 | Kærlighed                      |                  | Nikolaj Cederholm                    | Doktor Dantes Aveny    |
| 1989 | Bernarda Albas hus             | Augustias        | Emil Hansen                          | Doktor Dantes Aveny    |
| 1991 | Forbudt Teater                 |                  | Nikolaj Cederholm                    | Doktor Dantes Aveny    |
| 1991 | International Ballade          |                  | Nikolaj Cederholm                    | Doktor Dantes Aveny    |
| 1992 | Jagten                         | Donna            | Nikolaj Cederholm                    | Doktor Dantes Aveny    |
| 1993 | Den dag lykken                 | Jane             | Ole Bornedal                         | Doktor Dantes Aveny    |
| 1994 | Gasolin                        |                  | Nikolaj Cederholm                    | Doktor Dantes Aveny    |
| 1995 | Mand                           |                  | Emil Hansen                          | Doktor Dantes Aveny    |
| 1995 | Halløj på indlandsisen         |                  | Katrine Wiedemann                    | Doktor Dantes Aveny    |
| 1995 | Den unge kajs lidelser         |                  | Tine Houmann, Peter Bay              | Radioteater Musical    |
| 1996 | Chief Butterknife              | Lois Lane        | Gerald Thomas                        | Doktor Dantes Aveny    |
| 1997 | Ned på jorden                  | Karin            | Nikolaj Cederholm                    | Doktor Dantes Aveny    |
| 1997 | Paradis                        | Abelone Ramsing  | Nikolaj Cederholm                    | Doktor Dantes Aveny    |
| 1998 | Snart kommer tiden             | Rebekka          | Emmet Feigenberg                     | Doktor Dantes Aveny    |
| 1998 | Nye venner og elskere          | Sara             | Katrine Weidemann                    | Doktor Dantes Aveny    |
| 1999 | Donna Juanna                   | Benedikte        | Lars Kaalund                         | Øste Gasværk           |
| 1999 | Længe Siden                    | Louise           | Nikolaj Cederholm                    | Doktor Dantes Aveny    |
| 1999 | Den karmiske krig              |                  | Nikolaj Cederholm                    | Doktor Dantes Aveny    |
| 2000 | Snedronningen                  | Snedronningen    | Katrine Weidemann                    | Østre Gasværk          |
| 2000 | Snart kommer tiden             | Rebekka          | Emmet Feigenberg                     | Doktor Dantes Aveny    |
| 2001 | Teaterkoncert i Lillerød       |                  | Nikolaj Cederholm                    | Doktor Dantes Aveny    |
| 2001 | Dæmoner                        |                  | Sarah Cronenberg                     | Kalejdoskop K1         |
| 2001 | Superultramax+                 |                  | Nikolaj Cederholm                    | Doktor Dantes Aveny    |
| 2001 | En sidste Sang                 |                  | Henrik Sartou                        | Radioteater Musical    |
| 2002 | Frosset                        | Agnetha          | Søren Iversen                        | Husets Teater          |
| 2002 | En sidste sang                 |                  | Henrik Sartou                        | Gladsaxe               |
| 2003 | Misantropen                    |                  | Peter Langdal                        |                        |
| 2003 | Dr. Dantes tivolirevy          |                  | Nikolaj Cederholm                    | Tivoli                 |
| 2004 | Jalousi                        |                  | Nikoline Werdelin                    | Husets Teater          |
| 2004 | Limbo                          |                  | Peter Langdal                        | Betty Nansen Teater    |
| 2006 | Gasolin                        |                  | Nikolaj Cederholm                    | Østre Gasværk          |
| 2007 | Matador                        | Maude            | Peter Langdal                        | Operaen                |
| 2007 | Spejlet i afgrunden            |                  | Jacob F. Schokking                   | CaféTeatret            |
| 2009 | Villa Requiem                  |                  | Peer Hultberg                        | Københavns Musikteater |
| 2009 | Come Together                  |                  | Nikolaj Cederholm                    | Østre Gasværk          |
| 2010 | Lykkebjørn                     | Karin            | Madeleine Røn Juul                   | Teater Grob            |
| 2011 | Mozart                         |                  | Nikolaj Cederholm                    | Betty Nansen Teatret   |
| 2011 | Sweeney Todd                   | Mrs Lovett       | Mick Gordon                          | Aarhus Teater          |
| 2013 | Casper Christensen Komplekset  | Lotte Andersen   | Jakob Weis                           | TeaterV                |
| 2015 | Radium                         |                  | Anne Sofie Espersen og Karina Dichow | Københavns Musikteater |
| 2015 | Butique Requiem                |                  | Anders Lundorph                      | Københavns Musikteater |
| 2016 | Familien som kunne tale om alt | Runar Hodne      | Runar Hodne                          | Aarhus Teater          |
| 2017 | Erasmus Montanus               | Nille            | Christian Lollike                    | Aarhus Teater          |
| 2018 | Aladdin                        | Mor              | Christian Lollike                    | Det Kongelige Teater   |
| 2019 | Folkekongen                    |                  | Liv Helm og Baboo Liao               | Husets Teater          |

## Diskografi
Lotte Andersen har været del af flere musikudgivelser, som led i hendes teater- og filmproduktioner. I 2010 udgav hun sit debutalbum som solo-artist, Hjemmefra.

### Albumudgivelser
- Teaterkoncert - Come Together (2009)
- Hjemmefra (2010)
- Radiumusic (2015)

### Øvrige optrædener
| År   | Titel                               | Øvrige solister                                                       | Tekstforfatter                                                               | Albumudgivelse           | Længde |
| ---- | ----------------------------------- | --------------------------------------------------------------------- | ---------------------------------------------------------------------------- | ------------------------ | ------ |
| 1994 | Sirenernes Sang                     | Caroline Henderson                                                    | Gasolin'                                                                     | Dr Dante: Gasolin        | 1:13   |
| 1994 | Rabalderstræde                      | Caroline Henderson                                                    | Gasolin'                                                                     | Dr Dante: Gasolin        | 2:52   |
| 1994 | Min Tøs                             | Troels Lyby                                                           | Gasolin'                                                                     | Dr Dante: Gasolin        | 2:11   |
| 1994 | Kloden drejer stille rundt          |                                                                       | Gasolin'                                                                     | Dr Dante: Gasolin        | 4:09   |
| 1994 | Som et strejf af en dråbe           | 1:18                                                                  | Gasolin'                                                                     | Dr Dante: Gasolin        |        |
| 1995 | Nu er det næsten jul                | Trygve Bjerkø, Caroline Henderson, Jimmy Jørgensen & Nis Pedersen     | Kåre Bjerkø                                                                  | Juletestamentet          | 1:53   |
| 1995 | Nu er det for sent                  | Jimmy Jørgensen                                                       | Kåre Bjerkø                                                                  | Juletestamentet          | 2.15   |
| 1995 | Vil du være min i nat               |                                                                       | Kåre Bjerkø                                                                  | Juletestamentet          | 1.40   |
| 2000 | Snedronningens Sang                 |                                                                       | Lennart Ginman, Steen Jørgensen                                              | Snedronningen            | 4:52   |
| 2002 | Når en sailor går i land            | Peter Gantzler                                                        | Erik Leth                                                                    | Min Søsters Børn i Sneen |        |
| 2004 | Der er noget galt i Danmark         | Ditte Hansen, Ditte Gråbøl, Søren Fauli, Lars Hjortshøj og Kurt Ravn. | John Mogensen                                                                | Oh Happy Day             |        |
| 2005 | Gudesangen                          | Bjørn Fjæstad, Peter Frödin, Henrik Noel og Søren Spanning            | Ina Bruhn, Ida Maria Ryden, Flemming Klem, Stefan Jaworski, Martin Brygmann. | Jul i Valhal             | 3:42   |
| 2006 | En dag er ikke levet uden kærlighed |                                                                       | Arvid Müller og Børge Müller                                                 | Filmhits                 | 4:34   |

## Priser og nomineringer
Bodilprisen
- 2019: Nomineret til Bedste Kvindelige Birolle - Ditte & Louise
- 2013: Nomineret til Bedste Kvindelige Birolle - Undskyld jeg forstyrrer
- 2005: Nomineret til Bedste Kvindelige Hovedrolle - Oh Happy Day

Robertprisen
- 2013: Nomineret til Bedste Kvindelige Birolle - Undskyld jeg forstyrrer

Reumert
- 2020: Nomineret til Årets Kvindelige Hovedrolle - Folkekongen
- 2011: Nomineret til Årets Kvindelige Hovedrolle - Lykke Bjørn

## Privat
Lotte Andersen er opvokset i Odense, og har to søstre. Hun brugte flere af sine sommerferier ved Falsled på Fyn, hvor hendes bedsteforældre havde en gård. Oprindeligt ønskede hun at studere litteraturvidenskab. Hun har ét barn, Louis, fra sit ægteskab med kollegaen Kim Bodnia. De har efterfølgende arbejdet sammen på tv-serien Broen. Hun har siden 2002 dannet par med konsulenten Rasmus Møller. Hendes far, Erik Andersen, led af demens og gik bort i januar 2018.